# 烏爾維 (西維魯縣)

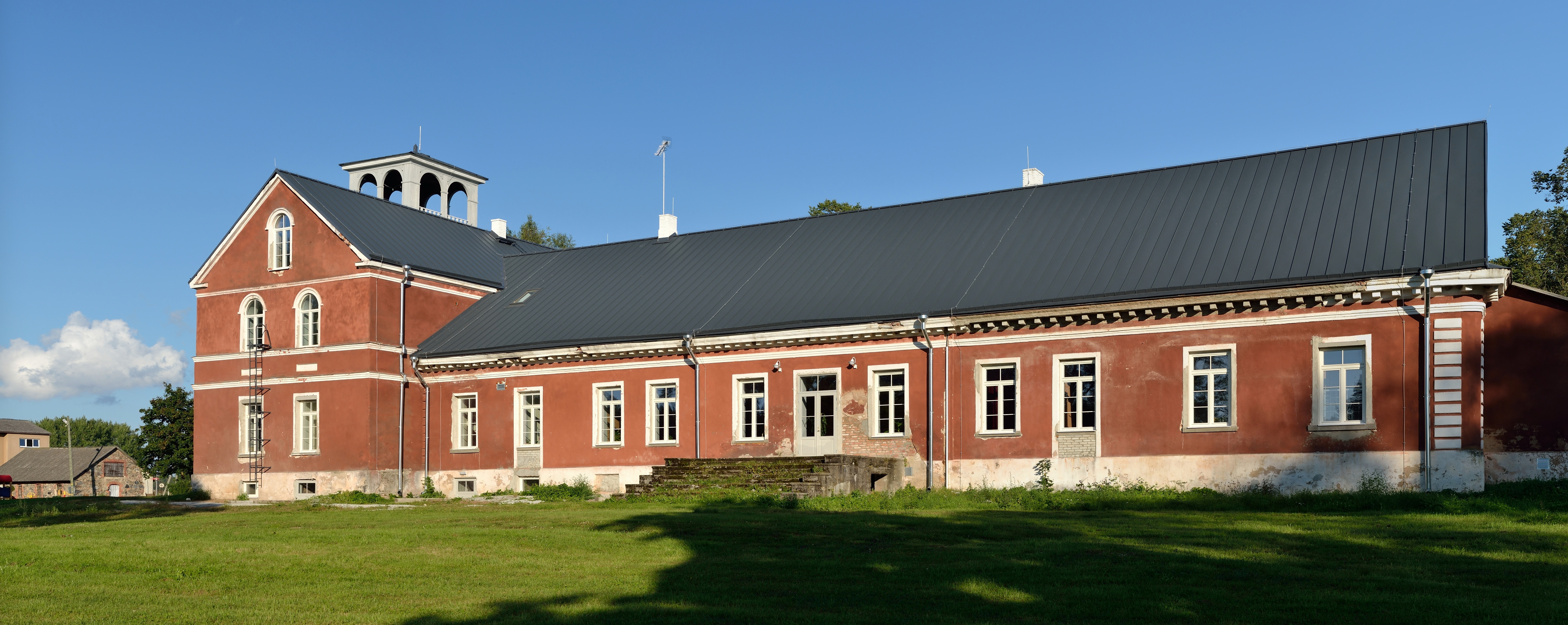
乌尔维庄园

烏爾維，是愛沙尼亞西維魯縣温尼市镇内的村庄，位於該國北部，曾是原賴加韋雷市镇的行政中心，處於拉克韋雷以東15公里，2010年該村庄人口341。